# Grand Prix d'Isbergues 1992
Il Grand Prix d'Isbergues 1992, quarantaseiesima edizione della corsa e valida come evento dell'UCI categoria 1.2, si svolse il 20 settembre 1992, per un percorso totale di 210 km. Fu vinto dall'australiano Phil Anderson che giunse al traguardo con il tempo di 5h14'24" alla media di 40,076 km/h.

## Ordine d'arrivo (Top 10)
| Pos. | Corridore          | Squadra       | Tempo    |
| ---- | ------------------ | ------------- | -------- |
| 1    | Phil Anderson      | Motorola      | 5h14'24" |
| 2    | Stéphane Hennebert | Lotto         | s.t.     |
| 3    | Bruno Cornillet    | Z             | a 2"     |
| 4    | Hendrik Redant     | Lotto         | a 10"    |
| 5    | Mauro Gianetti     | Lotus-Festina | s.t.     |
| 6    | Michel Vermote     | R.M.O.        | a 14"    |
| 7    | John van den Akker | PDM           | a 31"    |
| 8    | Laurent Desbiens   | Collstrop     | a 32"    |
| 9    | Dag Otto Lauritzen | Motorola      | a 35"    |
| 10   | Marek Kulas        | La William    | a 43"    |